# Avisio
Avisio (lad. La Veisc) – rzeka we Włoszech o długości 88 km, lewy dopływ Adygi. Wypływa z Passo Fedaia i przepływa przez doliny Fiemme, Fassa i Cembra.

## Literatura dodatkowa
- Agostino Perini: Dizionario geografico statistico del Trentino. Trento: Perini, 1856, s. 43-44. (wł.).